# Buk (Przybiernów)
Buk (deutsch Böck, früher Boeck) ist ein Dorf in der polnischen Woiwodschaft Westpommern. Es gehört zur Gmina Przybiernów (Gemeinde Pribbernow) im Powiat Goleniowski (Gollnower Kreis).

## Geographische Lage
Das Kirchdorf liegt in Hinterpommern, etwa 60 Kilometer nordnordöstlich von Stettin, 25 Kilometer südsüdöstlich von Kamień Pomorski (Cammin i. Pom.), 26 Kilometer nordnordöstlich der Stadt Goleniów  (Gollnow) und drei Kilometer südöstlich des Dorfs Włodzisław (Przybiernów) (Baumgarten).
Etwa 1 ½ Kilometer nordöstlich des Dorfkerns liegen nebeneinander zwei kleine Seen, der nach Westen ausgerichtete Modersee und der nach Osten ausgerichtete Sandsee; letzterer ist der größere und etwa 200 Meter lang.

## Geschichte

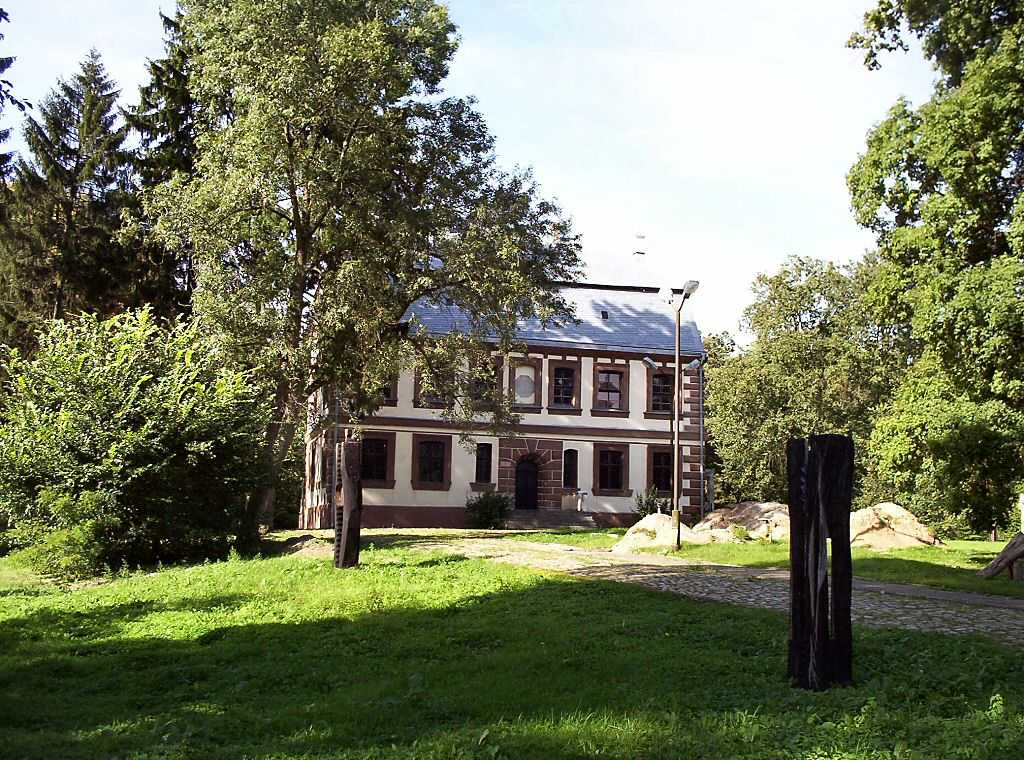
Ehemaliges Gutshaus des Flemmingschen Ritterguts Böck (2008), in der Nachkriegszeit als Bibliotheksgebäude genutzt

In alten Urkunden kommt der Ort unter Bezeichnungen wie zur Buck, Boick und Böick vor, 1523 unter der Bezeichnung thor Boke, später auch Böcke, Bökhe u. ä. Böck und Martenthin waren die ältesten Güter der Adelsfamilie Flemming, die diese schon im 13. Jahrhundert besaß. Das Gut Böck wurde 1225 als Besitz eines Nikolaus von Böck urkundlich erwähnt, Mitte des 13. Jahrhunderts bestanden im Ort zwei Burgen, eine der Familie von Flemming und eine der Familie von Ploetz. In der ersten Hälfte des 19. Jahrhunderts waren von beiden Anlagen noch Ruinenreste sowie Gräben und Wälle zu erkennen; eine der Burgen lag mitten in einem See und zwischen Wiesen. Auch die Musterrollen und Vasallen-Tabellen des 14. und 15. Jahrhunderts weisen das Gut Böck als altes Flemmingsches Lehen aus. Weitere Flemming'sche Besitze seit dem 13. Jahrhundert waren Martenthin und Hoff.
Anlässlich der Erbhuldigung der hinterpommerschen Stände bei der Thronbesteigung Herzog Bogislaws VIII. von Pommern-Stettin im Jahr 1605 waren Ewald von Flemming zu Böck, Landmarschall, und Curd von Flemming zu Böck aufgefordert, je vier Reitpferde und zwei Kutschpferde zur Verfügung zu stellen.  Zur Revision und Beratschlagung der Hofgerichtsordnung unter Herzog Philipp II. waren am 11. März 1613 zu Stettin als Landstände von der Ritterschaft 14 Personen geladen, darunter auch der Landmarschall Curt von Flemming-Böck. 1756 hatte der Vasallen-Tabelle des Jahres zufolge der 82 Jahre alte Caspar Sigmund von Flemming, der neun Jahre als Kapitän in polnischen und kursächsischen Diensten gestanden hatte, seinen Wohnsitz zu Böck.
Anstelle der verfallenen Burg erbauten sich die von Flemming im Jahr 1683 ein Herrenhaus im frühen Barockstil, die Keller datieren aus dem 15. Jahrhundert, da dort zuvor ein Brauhaus mit Brennerei gestanden hatte. Fassade, Portal und Ecken sind rustiziert und mit Gesimsen verziert. Über dem Hauptportal befindet sich eine Nische mit dem Flemming'schen Wappen. Im 18. Jahrhundert wurde ein französischer Waldpark mit einer Fläche von 100 ha angelegt, von dem noch Hainbuchenalleen, Eichen, Buchen, Linden und Fichten vorhanden sind.
Bei der Erbauseinandersetzung vom 17. September 1770 einigten sich die Gebrüder Flemming darauf, dass dem jüngsten Bruder, Julius Friederich Wilhelm von Flemming, das Gut Böck mit den dazu gehörigen Gütern durch das Los zufiel; dieser befand sich auch noch 1804 im Besitz des Guts Böck. In der Matrikel von 1828 werden dessen Erben genannt, und seit 1840 saß Tom Wedig Ernst Franz Wilhelm von Flemming auf Böck, ein Seconde-Lieutenant a. D. und seit 1840 Ehrenritter der Balley Brandenburg des Johanniterordens. Waren gegen Ende des 18. Jahrhunderts im Gutsbezirk Böck noch drei Ackerwerke vorhanden gewesen, aber keine Bauernstellen, so waren davon um 1867 noch zwei zusammengelegte Ackerwerke übrig, und das dritte war aufgelöst und seine Feldmark zur Neuanlage von neun kleineren Anwesen verwendet worden. Im 19. Jahrhundert wurde das Herrenhaus umgebaut. Um 1884 befand sich das 741 Hektar große Rittergut Böck im Besitz des Erblandmarschalls Hasso von Flemming auf Benz. Dieser wurde 1888 in den preußischen Grafenstand erhoben, der in Primogenitur erblich war. Er blieb bis zu seinem Tod 1896 Eigentümer. Ihm folgte sein Sohn Curd Graf von Flemming (1868–1942), diesem sein Sohn Curd Hasso Graf von Flemming-Benz (1897–1977), der mit seiner Familie in Böck wohnte, bis er 1942 Benz erbte. 1945 wurde die Familie vertrieben und enteignet.
Am 1. April 1927 hatte das Gut Böck eine Flächengröße von 758 Hektar, und am 16. Juni 1925 hatte der Gutsbezirk 140 Einwohner. Der Gutsbezirk Böck wurde vor 1932 in eine Landgemeinde gleichen Namens umgewandelt.
Die Gemarkung der Landgemeinde Böck hatte um 1930 eine Fläche von 14,5 km². Innerhalb der Gemeindegrenzen standen insgesamt 32 bewohnte Wohnhäuser an zwei verschiedenen Wohnstätten:
1. Böck
2. Langendorf

In Langendorf hatte Böck um 1935 unter anderem einen Gasthof und eine Tischlerei.
Im Jahr 1945 gehörte die Landgemeinde Böck zum Kreis Cammin i. Pom. im Regierungsbezirk Stettin der preußischen Provinz Pommern des Deutschen Reichs. Böck war dem Amtsbezirk Baumgarten zugeordnet.
Gegen Ende des Zweiten Weltkriegs wurde die Region Anfang März 1945 von der Roten Armee besetzt. Nach Beendigung der Kampfhandlungen wurde Böck zusammen mit ganz Hinterpommern seitens der sowjetischen Besatzungsmacht der Volksrepublik Polen zur Verwaltung überlassen. Danach begann die Zuwanderung polnischer Zivilisten. Die Landgemeinde Böck wurde unter der polonisierten Ortsbezeichnung ‚Buk‘ verwaltet. In der Folgezeit wurde die einheimische Bevölkerung von der polnischen Administration aus Böck und dem Kreisgebiet vertrieben.
Das verfallene Herrenhaus wurde nach 1979 saniert. Seit 1990 beherbergt es eine Teilbibliothek der Pommerschen Bibliothek in Stettin.

Innenhof und Park des ehemaligen Gutshauses Böck
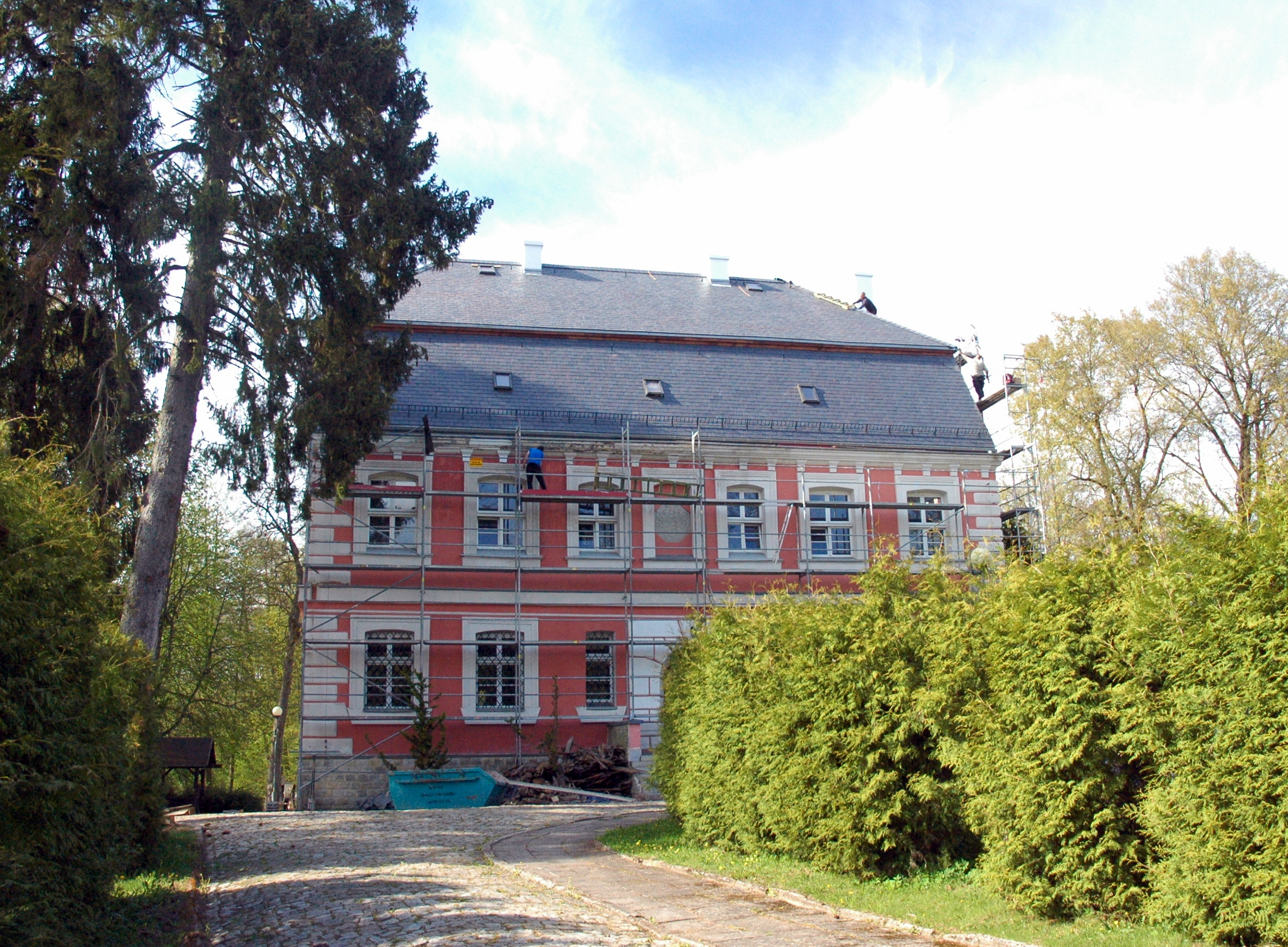
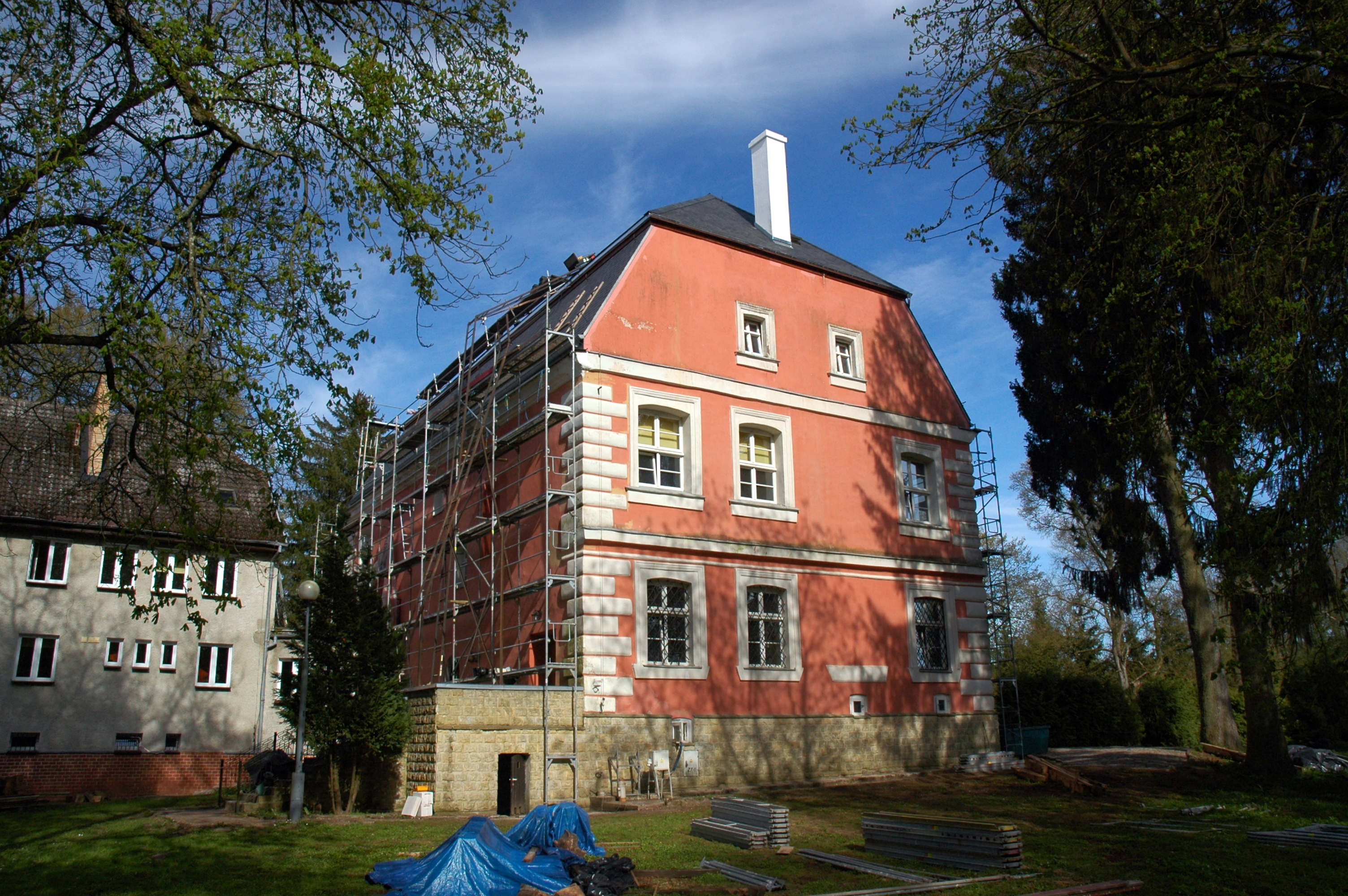
2023
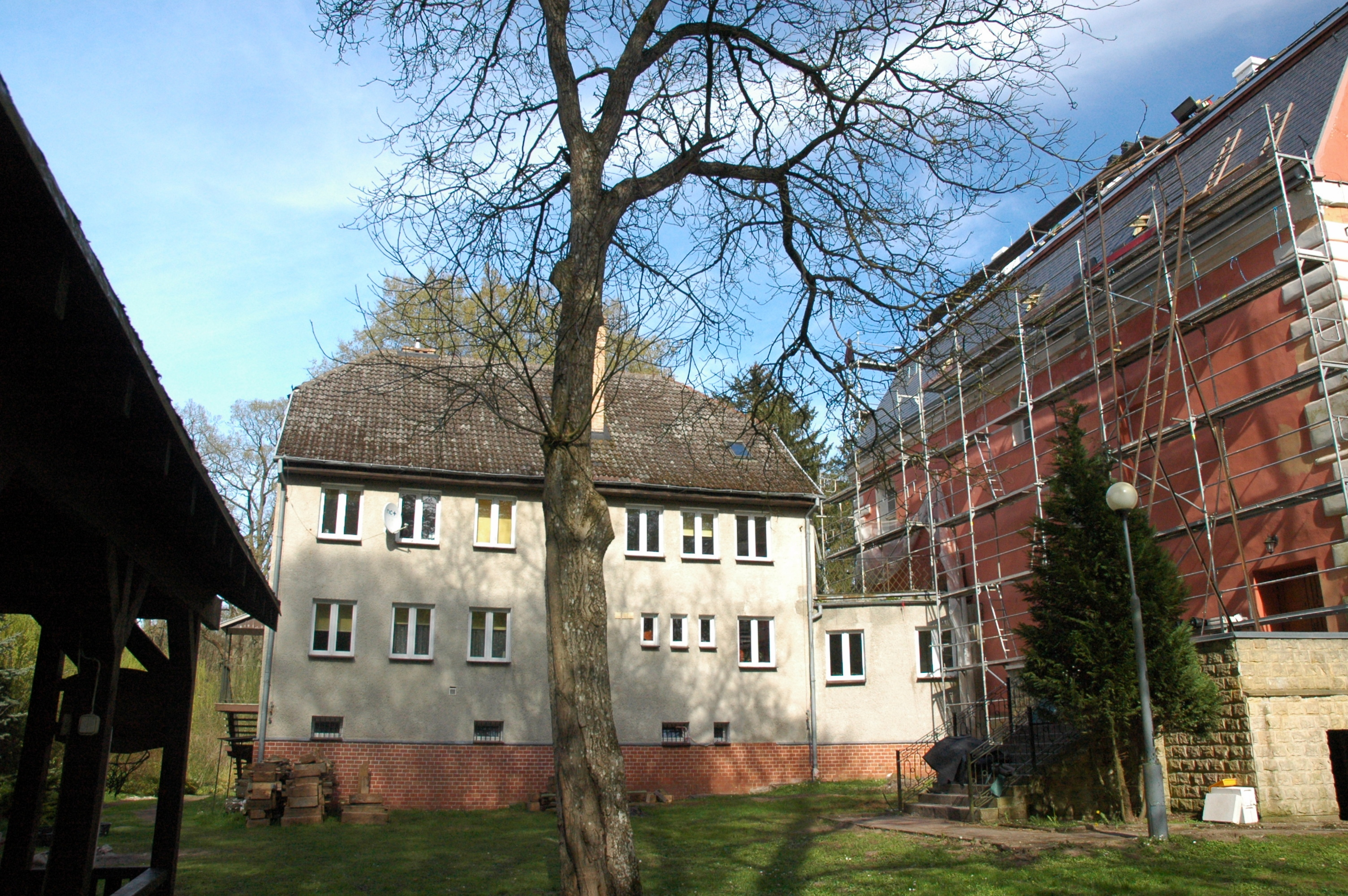
2023
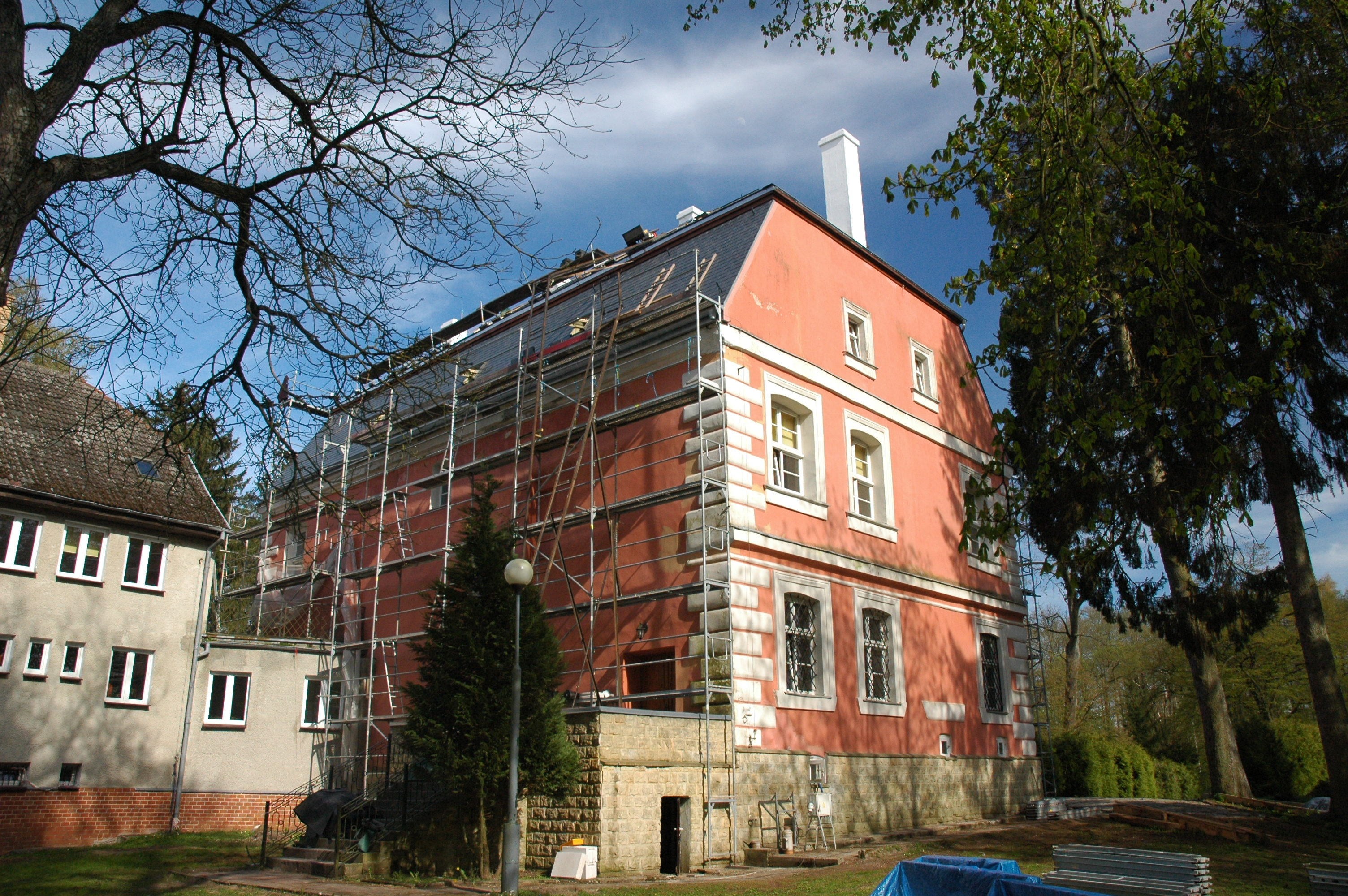
2023
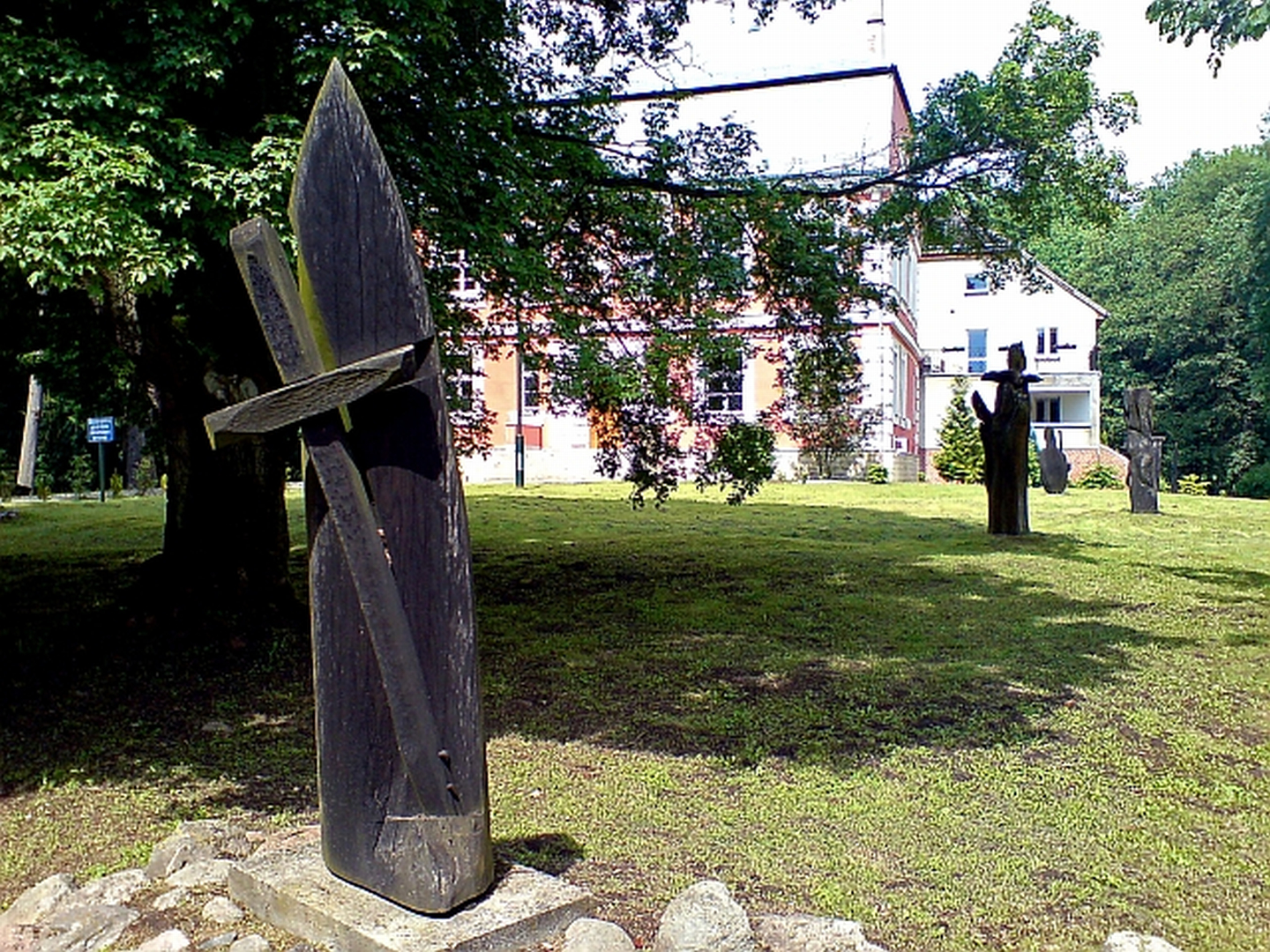
2010

### Demographie
| Jahr | Einwohner | Anmerkungen |
| ---- | --------- | --- |
| 1782 | –         | adliger Wohnsitz des Flemmingschen Kreises, Stammhaus der von Flemming, mit drei Ackerwerken, einer großen Gastwirtschaft für Durchreisende, einer Schmiede, einer Filialkirche des Kirchspiels von Baumgarten und sieben Feuerstellen (Haushaltungen) |
| 1818 | 116       | Dorf mit dem Rothen-Krug, adlige Besitzung |
| 1852 | 124       | Gut |
| 1864 | 146       | am 3. Dezember, Gutsbezirk |
| 1867 | 145       | am 3. Dezember, Gutsbezirk |
| 1871 | 135       | am 1. Dezember, Gutsbezirk, sämtlich Evangelische |
| 1885 | 139       | am 1. Dezember, Gutsbezirk Böck A, B und C, sämtlich Evangelische |
| 1890 | 143       | am 1. Dezember, Gutsbezirk Böck A, B und C |
| 1910 | 132       | am 1. Dezember, Gutsbezirk |
| 1925 | 282       | darunter 279 Evangelische und ein Katholik |
| 1933 | 271       | [ 24 ] |
| 1939 | 259       | [ 24 ] |

## Kirche
Die bis 1945 anwesende Dorfbevölkerung war mit seltenen Ausnahmen evangelisch. Die Dorfkirche war eine Filiale des evangelischen Kirchspiels der Mutterkirche von Baumgarten. Um 1865 stand sie unter dem Patronat des Besitzers des Guts Böck, hatte keinerlei eigenes Vermögen und Einnahmen von ca. 11 Talern. Wenn die Einnahmen nicht ausreichten, um die laufenden Kosten zu decken, wurde sie vom Gutsbesitzer bezuschusst.
Das katholische Kirchspiel war in Cammin i. Pom.
Die nach Kriegsende zugewanderte polnische Bevölkerung ist größtenteils römisch-katholisch.

## Persönlichkeiten
- Hasso von Flemming-Benz (1838–1896), Fideikommiss-Gutsherr auf Benz und Erbherr auf Böck, Erblandmarschall von Hinterpommern und deutscher Parlamentarier